# Le Dernier Tamoio
Le Dernier Tamoio (en portugais O Último Tamoio) est un tableau historique de Rodolfo Amoedo. L'œuvre appartient au genre de la peinture historique et est situé au musée national des Beaux-Arts. Peint à l'huile sur toile, en 1883, l'oeuvre est produite en France, où le peintre séjourne plusieurs années et où il conçoit ses toiles les plus importantes,.
Dans l'image dépeinte, Aimberê, chef indien des Tamoios, est mort sur une plage. À ses côtés, tenant son bras gauche et soulevant pieusement sa tête, se trouve le Père José de Anchieta.

## Histoire de l'œuvre
27 ans avant que Rodolfo Amoedo ne peigne ce tableau, l'essayiste Gonçalves de Magalhães a écrit un livre intitulé La Confédération des Tamoyos. Avec cette œuvre, l'auteur souhaite rendre hommage à la lutte indigène au Brésil pendant les années où le pays était sous domination portugaise. La publication du livre est financée par l'empereur Pedro II. L'histoire met en scène Aimberê et le prêtre jésuite comme personnages et se concentre sur la lutte que les Indiens mènent contre les Portugais de l'époque pour leur liberté et leur survie au Brésil. C'est inspiré par les derniers vers d'un poème du livre, qui racontent ce qu'auraient été les derniers moments de la vie d'Aimberê, que Rodolfo Amoedo a peint le tableau Le Dernier Tamoio: « [...] C'étaient les corps d'Aimbire et d'Iguassú! / Anchieta les vit avec des yeux larmoyants; / Il les tira vers la terre; et sur cette plage / Qu'ils embrassaient encore après leur mort, / Il leur donna sépulture, pour toujours unis!. »

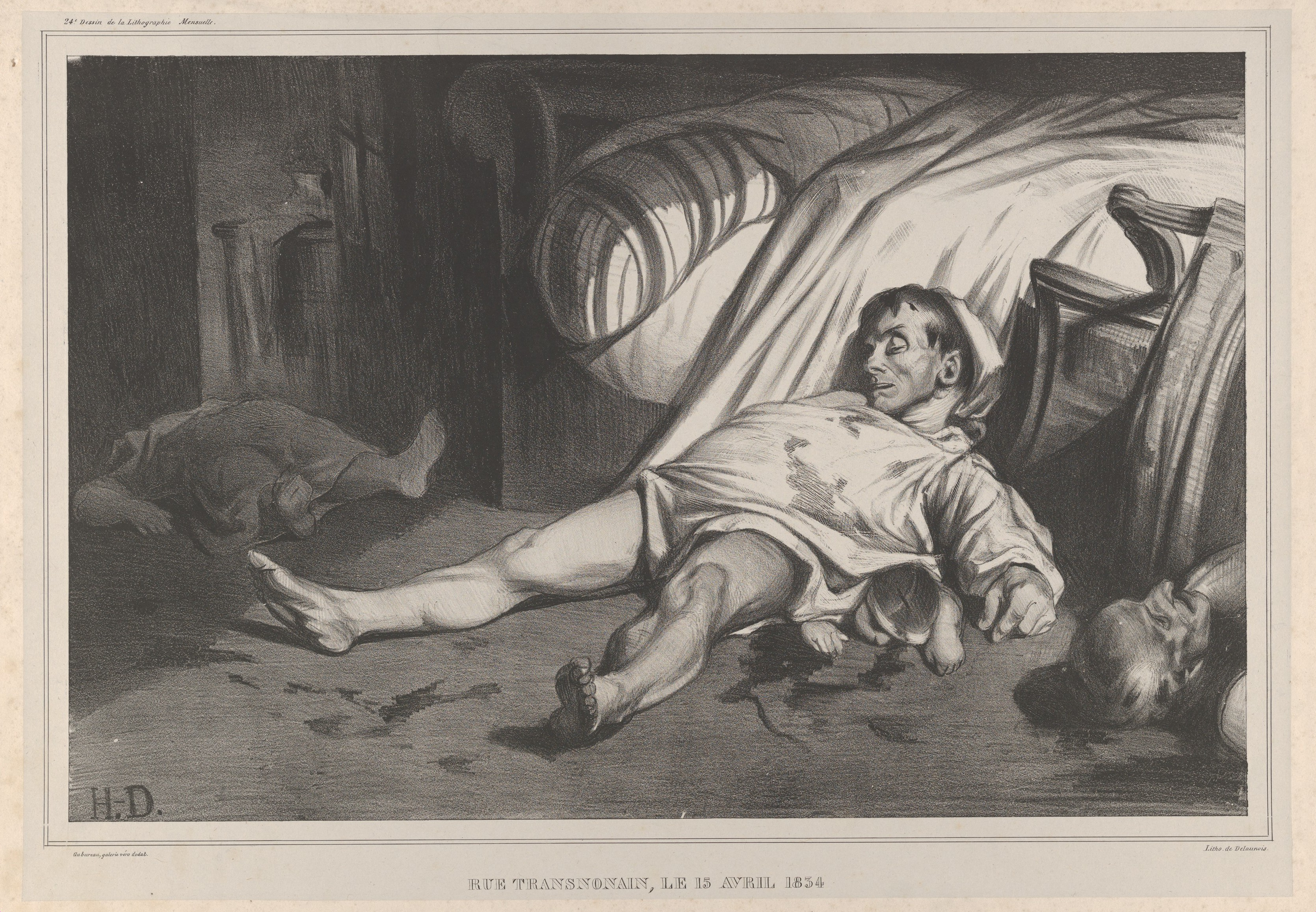
Rue Transnonain, le 15 Avril, 1834, qui selon des critiques a des ressemblances avec Le Dernier Tamoio

Certains chercheurs notent la ressemblance entre le tableau Le Dernier Tamoio d'Amoedo et la lithographie Rue Transnonain, 15 avril 1834, du caricaturiste français Honoré Daumier. Cependant, il n'existe pas de faits ou documents concrets qui prouvent qu'Amoedo a connaissance de cette œuvre de Daumier. Néanmoins, en plus d'éléments très similaires dans la peinture elle-même, il y a aussi une ressemblance entre les moments historiques dépeints par les auteurs : les deux se concentrent sur d'importantes luttes populaires de l'époque.
Quand Rodolfo Amoedo peint Le Dernier Tamoio, son tableau est exposé en France, où il réside pendant quelques années. Seulement un an plus tard, la peinture fait déjà partie de l'Exposition Générale des Beaux-Arts à Rio de Janeiro. C'est au Brésil que son œuvre d'art reçoit une plus grande reconnaissance.

## Critiques
Alexandre Cabanel fait l'éloge d'Amoedo, soulignant que ses œuvres pourraient facilement mettre en valeur le peintre. Gonzaga Duque, un critique d'art, commente à propos du paysage côtier : « si parfaitement reconstruit [...] où l’émanation saumâtre de l’océan murmurant tonifie et rafraîchit », résiderait « la beauté captivante du tableau ».
Cependant, certains autres critiques de l'époque ne se donnent pas la peine de louer le travail d'Amoedo. Selon eux, habiller José de Anchieta avec les vêtements d'un prêtre franciscain est une erreur majeure. Ils soulignent également l'absence de la compagne d'Aimberê, Iguassú, qui aurait aussi été à ses côtés dans les derniers moments de sa vie.